# Дандок (Меріленд)
Дандок (англ. Dundalk) — переписна місцевість (CDP) в США, в окрузі Балтимор штату Меріленд. Населення — 67 796 осіб (2020).

## Географія
Дандок розташований за координатами 39°16′1″ пн. ш. 76°29′48″ зх. д. / 39.26694° пн. ш. 76.49667° зх. д. (39.266824, -76.496531).  За даними Бюро перепису населення США в 2010 році переписна місцевість мала площу 45,03 км², з яких 33,84 км² — суходіл та 11,18 км² — водойми.

## Демографія
Згідно з переписом 2010 року, у переписній місцевості мешкало 63 597 осіб у 24 445 домогосподарствах у складі 16 195 родин. Густота населення становила 1412 особи/км².  Було 26144 помешкання (581/км²).
Расовий склад населення:
| - 81,3 % — білих - 11,0 % — чорних або афроамериканців - 1,7 % — азіатів - 0,9 % — корінних американців - 2,0 % — осіб інших рас |

До двох чи більше рас належало 3,0 %. Частка іспаномовних становила 5,0 % від усіх жителів.
За віковим діапазоном населення розподілялося таким чином: 22,9 % — особи молодші 18 років, 62,4 % — особи у віці 18—64 років, 14,7 % — особи у віці 65 років та старші. Медіана віку мешканця становила 38,9 року. На 100 осіб жіночої статі у переписній місцевості припадало 93,2 чоловіків;  на 100 жінок у віці від 18 років та старших — 89,9 чоловіків також старших 18 років.
Середній дохід на одне домашнє господарство  становив 58 449 доларів США (медіана — 49 435), а середній дохід на одну сім'ю — 66 279 доларів (медіана — 56 699). Медіана доходів становила 46 028 доларів для чоловіків та 38 484 долари для жінок. За межею бідності перебувало 13,7 % осіб, у тому числі 20,4 % дітей у віці до 18 років та 8,8 % осіб у віці 65 років та старших.
Цивільне працевлаштоване населення становило 27 600 осіб. Основні галузі зайнятості: освіта, охорона здоров'я та соціальна допомога — 20,3 %, роздрібна торгівля — 13,8 %, науковці, спеціалісти, менеджери — 9,9 %, мистецтво, розваги та відпочинок — 9,2 %.